# 抗好中球細胞質抗体
抗好中球細胞質抗体（こうこうちゅうきゅうさいぼうしつこうたい、英語: anti-neutrophil cytoplasmic antibody、ANCA）とは、好中球に対する自己抗体。
顕微鏡的多発血管炎(MPA)、多発血管炎性肉芽腫症、好酸球性多発血管炎性肉芽腫症(EGPA)などで陽性になる。
- cytoplasmic ANCA(C-ANCA, proteinase 3= PR3-ANCA) : Wegener肉芽腫症で多く認められる
- myeloperoxidase ANCA(MPO-ANCA,P-ANCA) : MPA,AGAで多く認められる

がしばしば用いられる。
上記の3疾患はANCA関連血管炎と呼ばれ、治療には糖質コルチコイドに加え免疫抑制剤がしばしば用いられる。
リツキシマブは重症ANCA関連血管炎の寛解導入においてシクロホスファミドと有効性は同様であった